# Guillermo Delgado
Pour les articles homonymes, voir Delgado.
Guillermo Antonio Delgado Quinteros (Ica, 11 février 1931 – Cadix, 29 mars 2014) est un footballeur international péruvien qui jouait au poste de défenseur.
Son petit-fils, Erick Delgado, est gardien de but et a été convoqué 14 fois en équipe du Pérou.

## Biographie

### Carrière en club
C'est à l'Alianza Lima que Delgado se fera un nom au point de devenir l'un des défenseurs les plus importants du football péruvien, au même titre que Héctor Chumpitaz ou Julio Meléndez. 
Surnommé El León de José Díaz (le lion de José Díaz, autre nom du stade national de Lima), capitaine et joueur emblématique de l'Alianza Lima, il était réputé pour son jeu aérien et son élégance pour sortir proprement le ballon de derrière. Ses duels avec Alberto Terry, attaquant de l'Universitario de Deportes, le rival historique de l'Alianza, étaient très attendus durant les clásicos des années 1950. 
Après une pige à l'Huracán de Medellín, Delgado retourne en Colombie pour jouer au Deportivo Cali avant de traverser l'Atlantique pour terminer sa carrière en Espagne, d'abord au Real Saragosse puis au Cádiz CF où il raccrocha les crampons en 1965.

### Carrière en équipe nationale
Auteur de 36 matchs en équipe du Pérou de 1952 à 1957, Delgado participa aux championnats sud-américains de 1953, 1955 et 1957 ainsi qu'aux championnats panaméricains de 1952 et 1956.

### Après-carrière et décès
Une fois sa carrière de joueur terminée, Delgado resta vivre à Cadix et travailla dans le staff du Cádiz CF dont il fut l'entraîneur en 1971 (deux matchs dirigés).
Il décède en avril 2014 à l'âge de 83 ans.

## Palmarès de joueur

### En club
Alianza Lima
- Championnat du Pérou (3) :
  - Champion : 1952, 1954 et 1955.